# 氷見市藤子不二雄Aまんがワールド
氷見市藤子不二雄Ⓐまんがワールド（ひみしふじこふじおエーまんがワールド）は、富山県氷見市の比美町商店街（潮風通り）を中心に整備が進められている観光地区である。
氷見市役所では漫画家・藤子不二雄Ⓐ（1934年 - 2022年）の出身地として「忍者ハットリくんや怪物くんに会えるまち」をPRし、氷見駅から上庄川、氷見漁港（中央町・氷見漁港一帯）に至る地域にかけて各種のスポットを整備している。

## 概要
藤子不二雄Ⓐ（本名・安孫子素雄）は氷見市の光禅寺を生家とし、11歳の時に高岡市へ転居するまでを当地で過ごした。1992年（平成4年）に市内を流れる湊川に代表作『忍者ハットリくん』のからくり時計を設置したことを契機として、光禅寺の最寄りに当たる比美町商店街では同作のキャラクター像が飾られ「ハットリくんロード」と命名された。
以降、オリジナルキャラクター「氷見のサカナ紳士録」や氷見フィッシャーマンズワーフ海鮮館のマスコット「ひみぼうずくん」の提供、2002年（平成14年）に氷見市と氷見青年会議所が新設した「ひみキトキトまんが道大賞」の審査委員長就任、旧北陸銀行氷見北支店の店舗を転用した「氷見市潮風ギャラリー」での常設展示実施を機に「ハットリくんロード」を藤子Ⓐの作品全般をテーマとする「まんがロード」へリニューアルすることになった。
2011年（平成23年）からはハットリくんの誕生日にちなんで毎年5月5日に「まんがワールドまつり」が開催されるようになり、潮風ギャラリーの常設展示も2015年（平成27年）に「藤子不二雄Ⓐアートコレクション」として全体をマンガ・アニメミュージアムへ改装した。2017年（平成29年）3月の『プロゴルファー猿ポケットパーク』設置に合わせて「藤子不二雄Ⓐまんがワールド」としての公式サイトを開設。
藤子Ⓐは2022年4月7日に88歳で逝去したが、市では同年度に国道415号線の伊勢大町交差点から本町交差点にかけての区間で同年8月27日に『ビリ犬』『ウルトラB』および『パラソルヘンべえ』の像が、2023年（令和5年）3月14日には『黒ベエ』の像が設置され、全長2キロ弱に63体のキャラクター像が居並ぶ「まんがロード」の整備を完了した。

## スポット

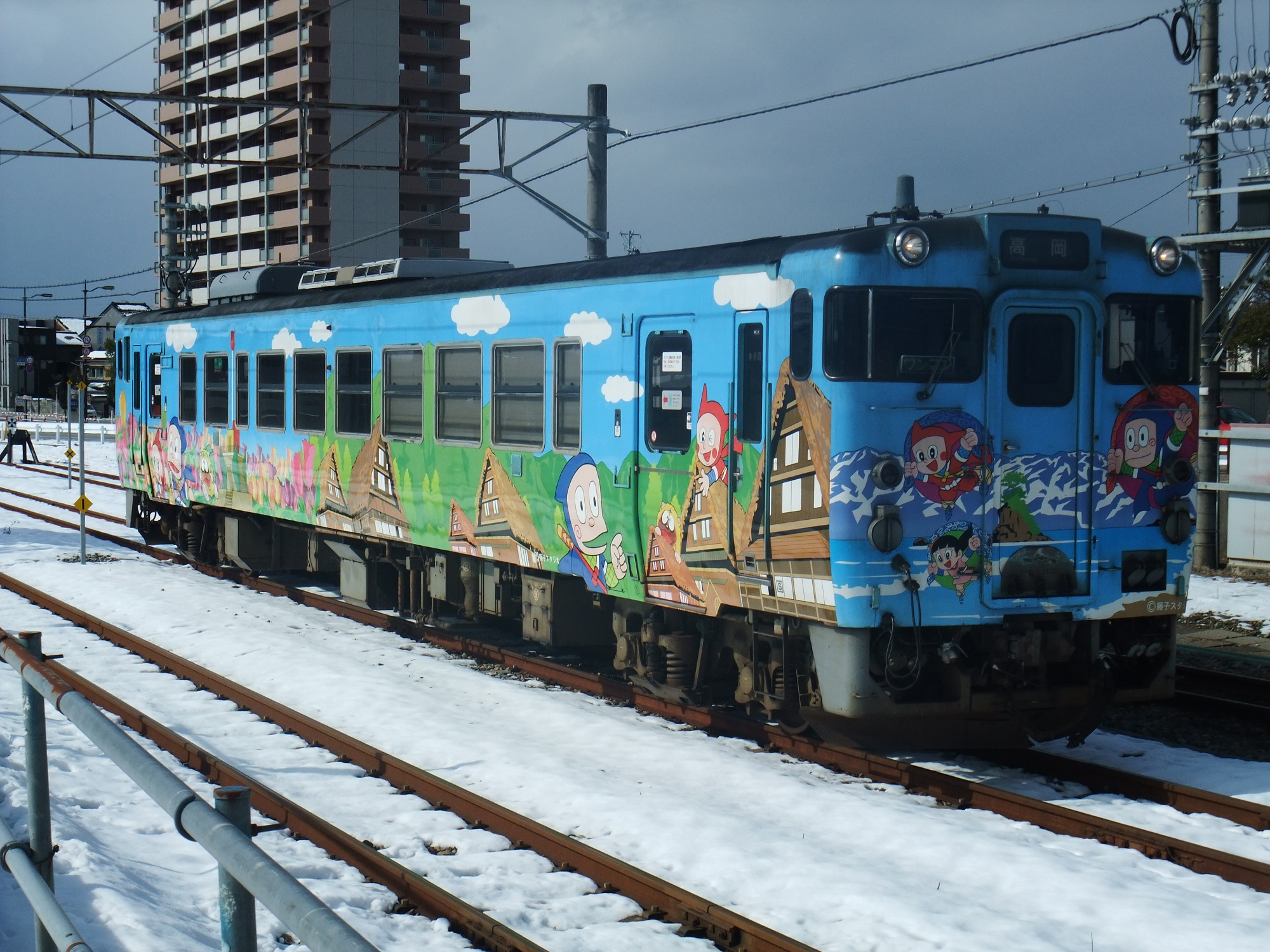
氷見線を走るハットリくん列車

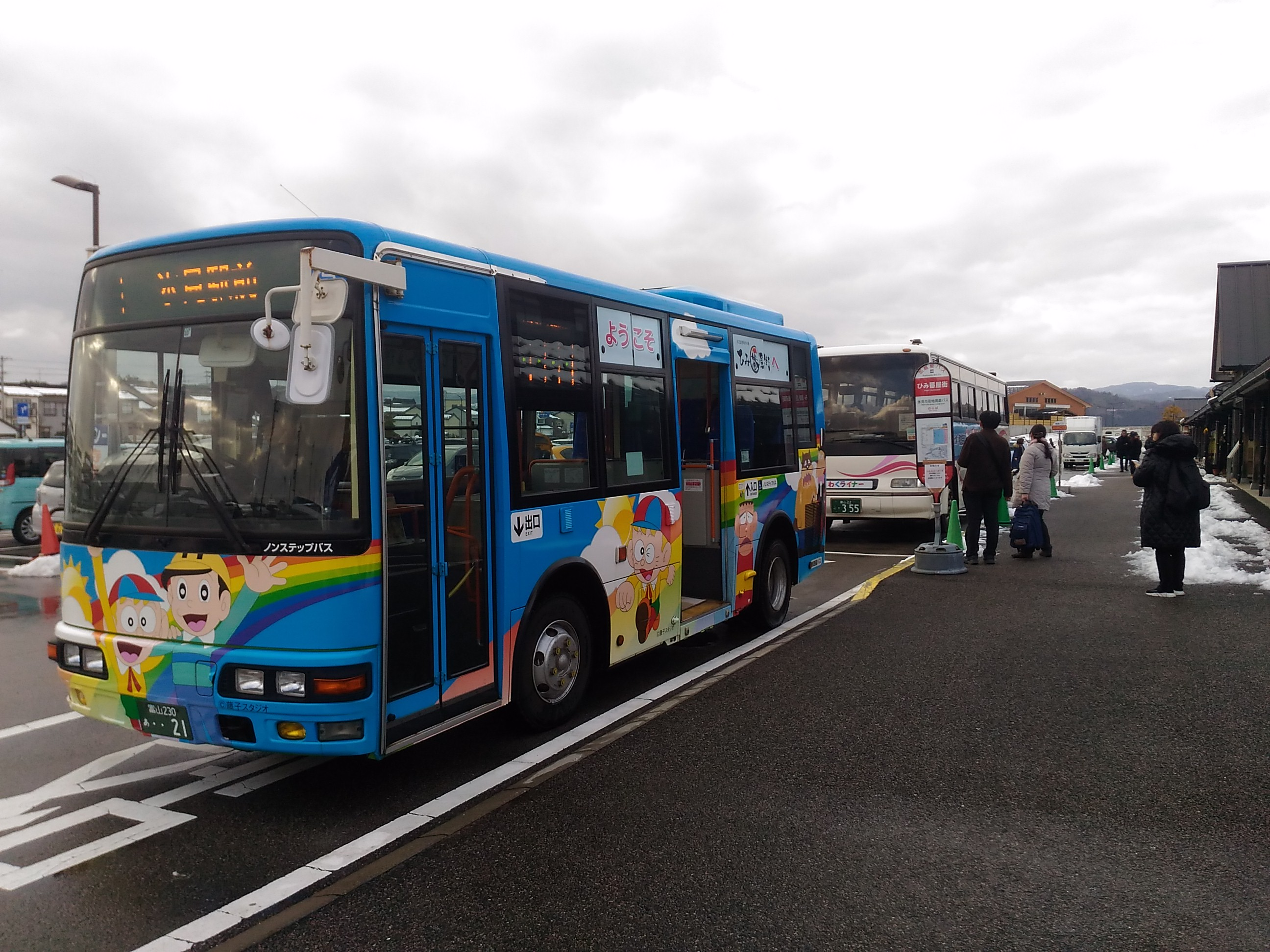
怪物くんバス（氷見市街地周遊バス）

### JR氷見駅 - 本町交差点
氷見駅
JR西日本氷見線の終着駅。駅前に「氷見のサカナ紳士録」の紹介パネルを設置。氷見線および高岡駅で接続する城端線では「忍者ハットリくん列車」が運行され、氷見線の車内アナウンスではハットリくん（声 - 堀絢子）による観光案内が流される。
また、当駅前は加越能バスの氷見市民病院線（氷見市街地周遊バス）の発着点でもあり、同路線はラッピングを施した「怪物くんバス」として走行している。
怪物くんストリート
2020年（令和2年）10月31日（ハロウィン）に除幕。氷見駅前ロータリーから伊勢大町交差点までの区間に『怪物くん』の怪物太郎、フランケン、ドラキュラ、オオカミ男の像を設置。
伊勢大町交差点 - 本町交差点
国道415号線区間。2022年（令和4年）8月27日に、いずれもアニメ化作品の『ウルトラB』『ビリ犬』『パラソルヘンべえ』の像が新たに設置された。
黒ベエのシャドウ・サプライズ
2023年（令和5年）3月12日に本町交差点南側で設置。漫画『黒ベエ』の主人公・黒ベエが他人の影と同化して操る特技の「影移し」をしているイメージで鉄筋コンクリートの壁にFRP製の像がはめ込まれており、像から伸びた1本の影をバックに立つことで黒ベエに体を乗っ取られたシチュエーションの写真撮影が推奨されている。
従来のモニュメントはアニメ化された作品か藤子Ⓐが生前に描き起こしたご当地キャラクターのどちらかであったが、いずれにも該当しない漫画作品の像設置は『黒ベエ』が初めてとなる。この像の設置により全長2キロ弱の「まんがロード」は全区間の整備を完了し、1本に接続された。
喪黒福造のスマイルベンチ
2020年（令和2年）12月5日に本町交差点付近で設置。『笑ゥせぇるすまん』の主人公・喪黒福造の座像で、隣に座っての写真撮影が推奨されている。

### 比美町商店街（潮風通り）一帯

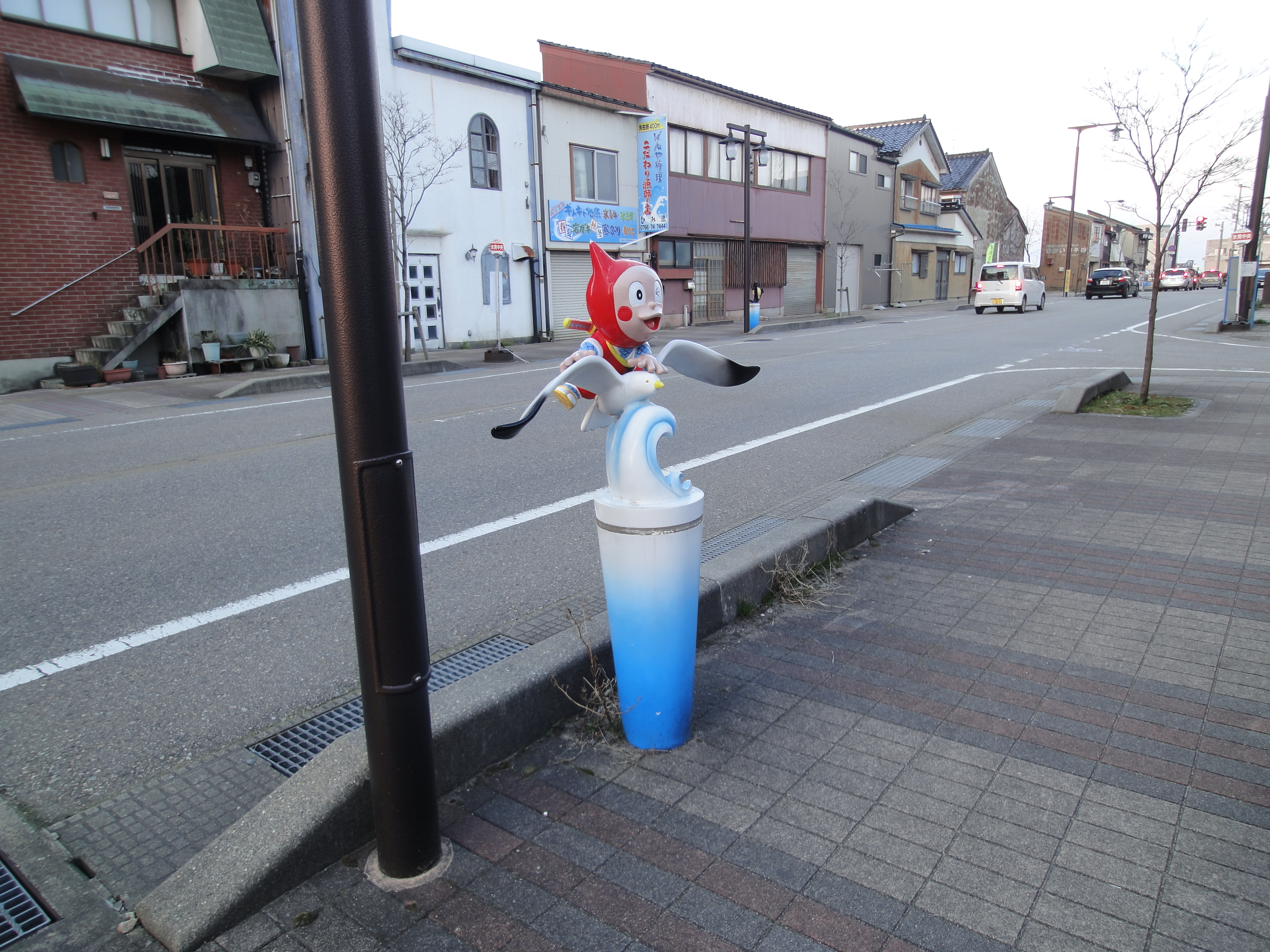
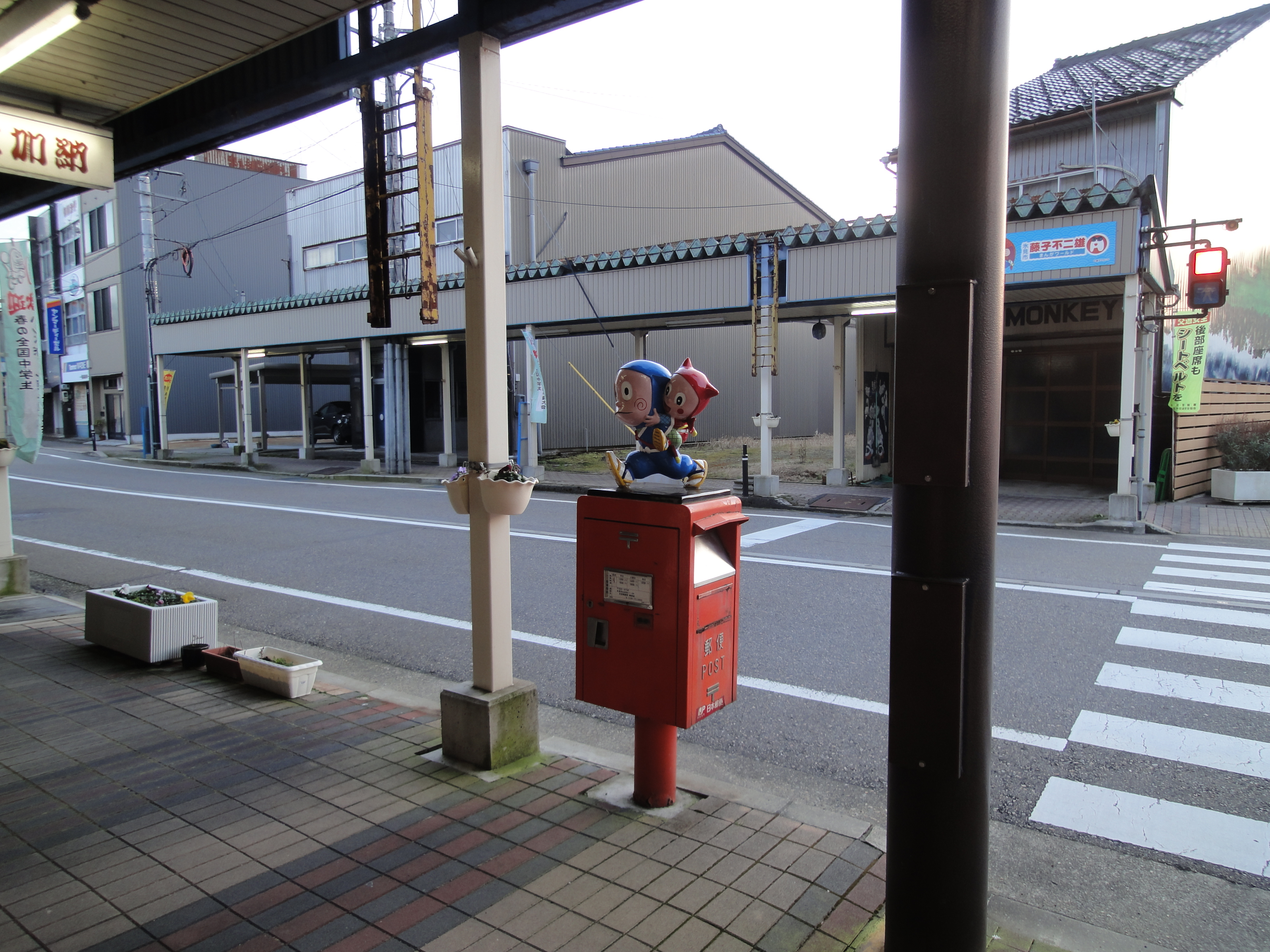
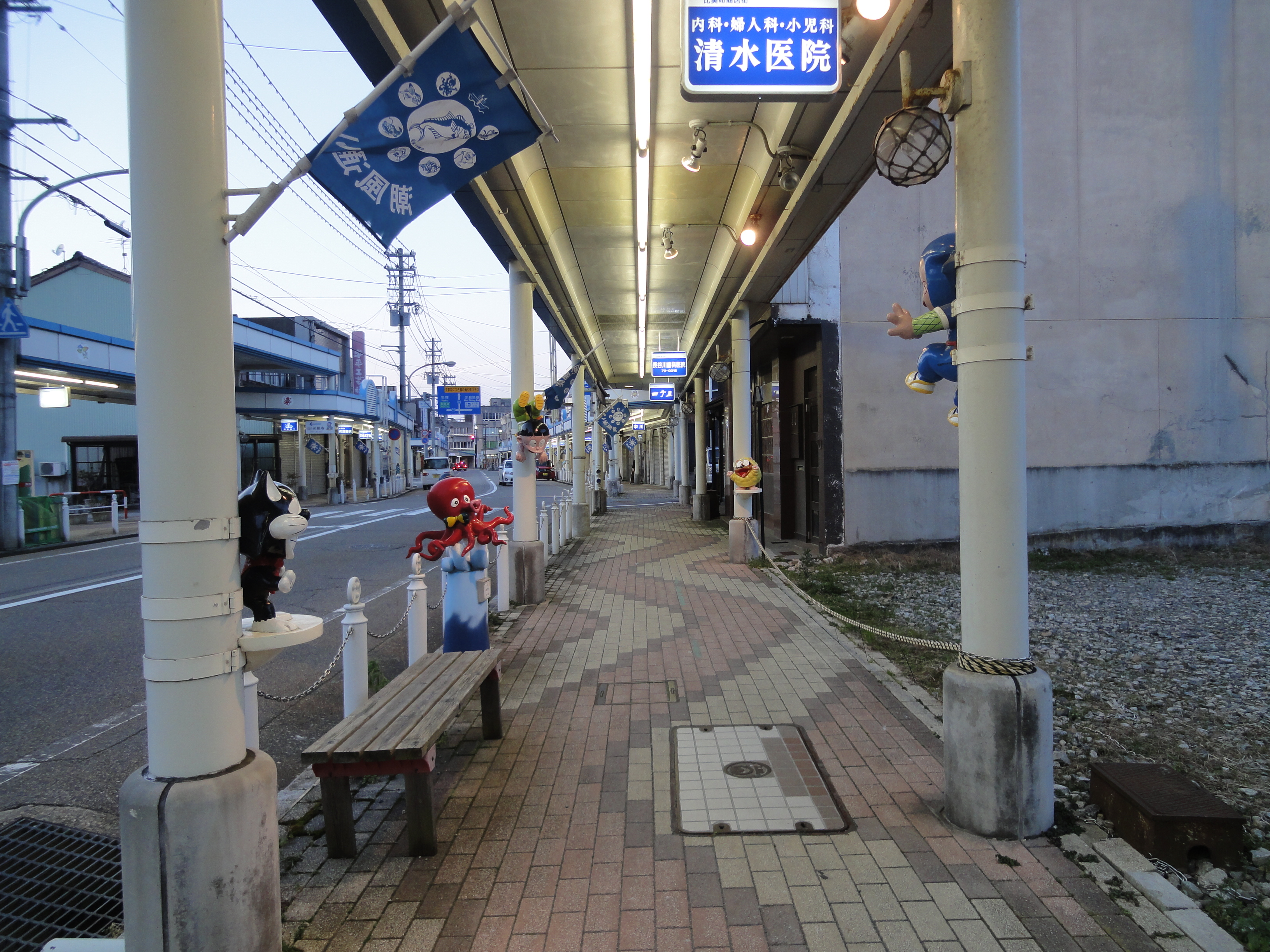

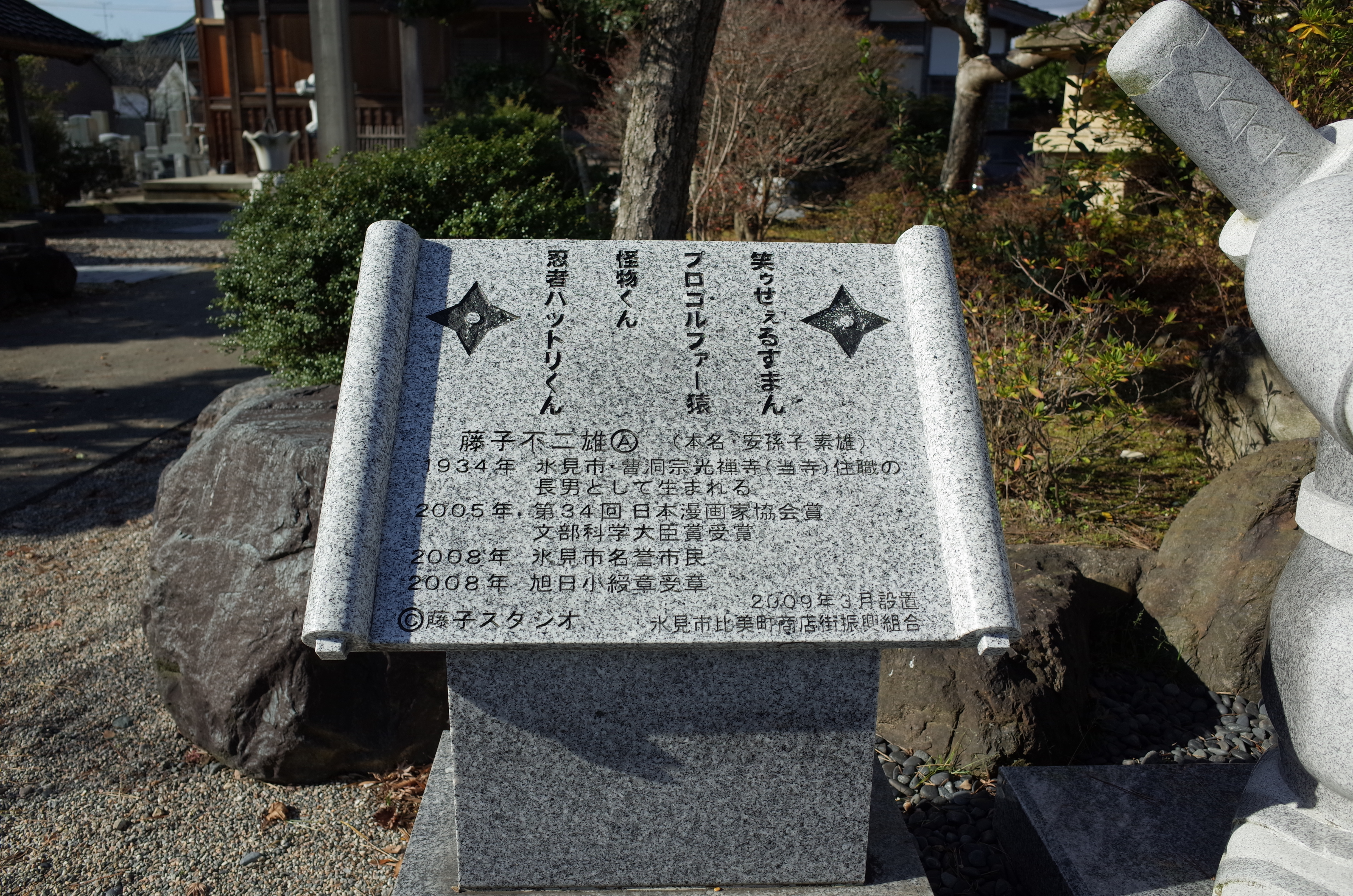
光禅寺内にある藤子Ⓐ作品4主人公石像の年譜

氷見市潮風ギャラリー

忍者ハットリくんカラクリ時計
1992年（平成4年）8月設置。湊川に架橋された中の橋と復興橋の中間にあるNTTの通信ケーブル用橋梁「虹の橋」にあり、定時にハットリくんとライバルのケムマキの忍法対決を題材にした約4分間のショーが再生される。冬期は降雪による凍結防止のため休止。
中の橋 - 中央町交差点
「潮風通り」の愛称が付けられた比美町商店街の南北約600メートルの区間には『忍者ハットリくん』のキャラクター像や壁画・シャッターアートおよび「氷見のサカナ紳士録」のオリジナルキャラクター8体の像や地元有志「ブリンス会」が制作したCGアニメのスチルが設置されている。
氷見伏木信用金庫本店
商店街に本店を置く信用金庫で、現金封筒に「サカナ紳士録」のキャラクターを印刷している。
光禅寺
1327年（嘉暦元年）に開山した曹洞宗の古刹で、藤子Ⓐの生家。境内には2009年（平成21年）に比美町商店街振興組合が建造した『忍者ハットリくん』『怪物くん』『プロゴルファー猿』『笑ゥせぇるすまん』の4大主人公を象った石像がある。
庫裏には藤子Ⓐ直筆の仏画やトキワ荘へ入居した時に手塚治虫から譲り受けた仕事机が保管されており、一般公開は行っていないが「まんがワールドまつり」開催時に特別公開される場合がある。
氷見郵便局
光禅寺前駐車場（市役所旧所在地）向かい。2020年3月10日より「ひみぼうずくん」の風景印を取り扱っている。
氷見市潮風ギャラリー
旧北陸銀行氷見北支店の建物を市が購入し、2007年（平成19年）にオープンした。開業時はギャラリーの一角に1年間の予定で「まんが展」を設けて藤子Ⓐ関連の展示を行っていたが好評のため常設化された後、2015年（平成27年）8月に「まんがワールド」の中核施設として藤子スタジオや小学館、小学館集英社プロダクションの協力で全面リニューアルが行われ「藤子不二雄Ⓐアートコレクション」の副館名が設定された。2018年（平成30年）にアニメツーリズム協会から「アニメ聖地」の認定を受ける。
プロゴルファー猿ポケットパーク
正式名称「中央町ポケットパーク」。園内には2009年（平成21年）から富山湾特産のブリに乗るハットリくんの銅像が設置されていたが、2017年（平成29年）3月23日に『プロゴルファー猿』の主人公・猿谷猿丸が自作ドライバーでスイングを決める立像が新たに設置された。隣接する一般商店の壁面には、立山連峰を背景に富山湾沖の唐島を模した架空のコースで猿が放った打球がグリーン目がけて飛んで行く様子が描かれている。

### 中央町・氷見漁港一帯

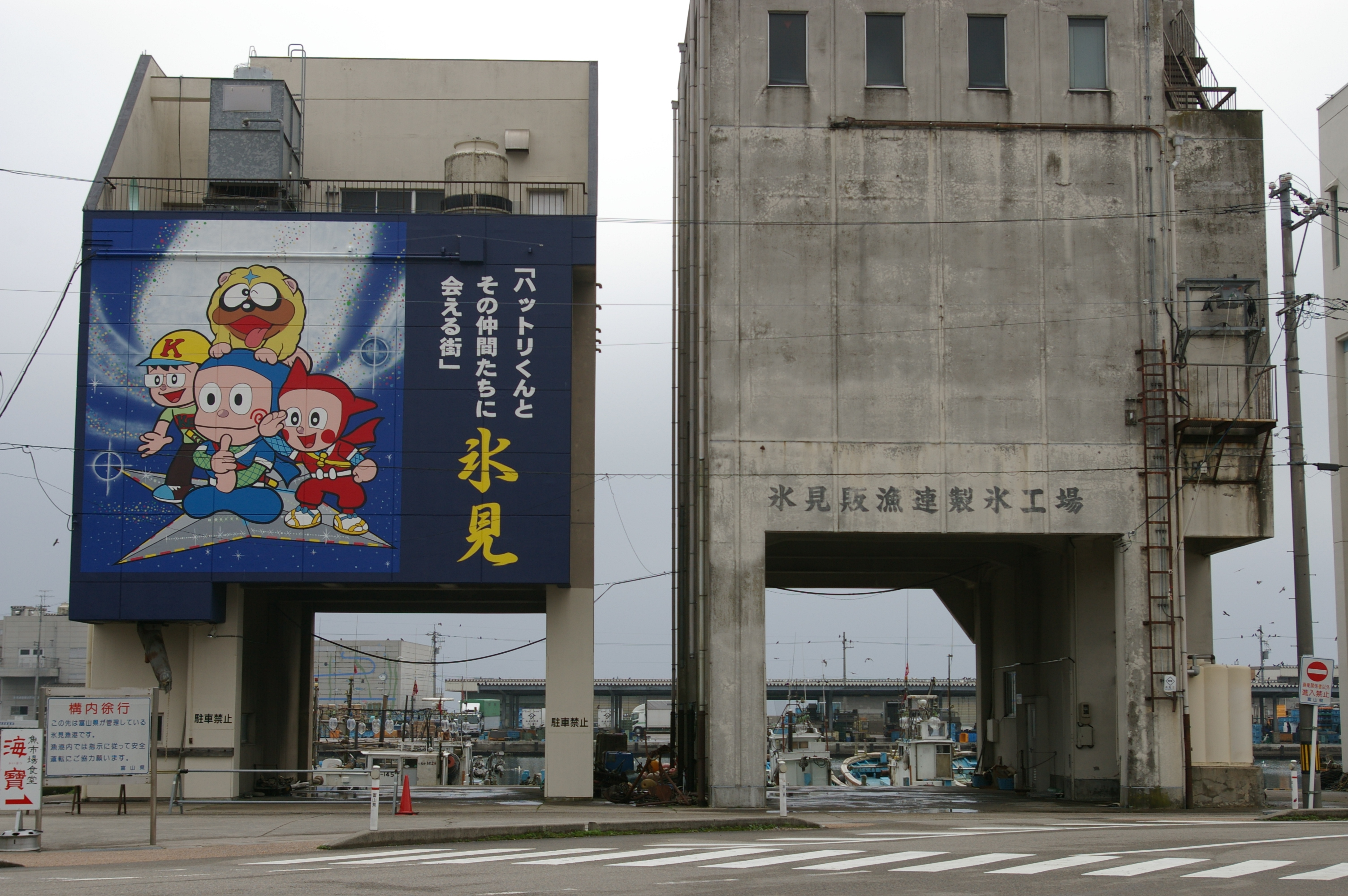
巨大壁画

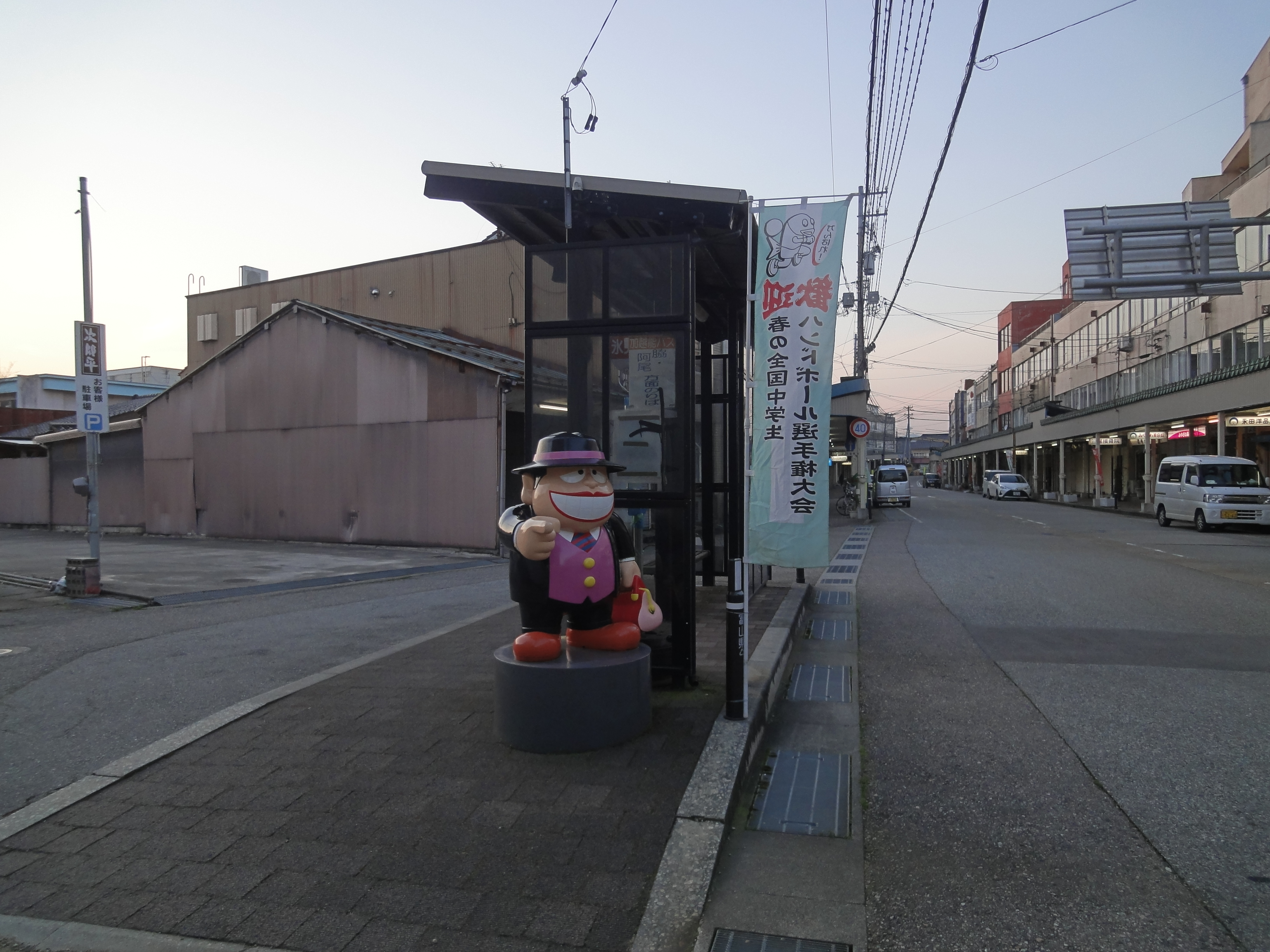
喪黒福造立像（氷見中央バス停）
喪黒福造が「ドーン！」の決めポーズを取る立像。2012年（平成24年）9月の「まんがロードフェスタ2012」に合わせ、加越能バス氷見中央バス停横に設置。
北の橋（藤子Ⓐキャラクターブリッジ）
2019年（令和元年）12月15日開通で、この橋が架かる上庄川が「まんがロード」の北限に当たる。親柱にハットリくん、怪物くん、猿、喪黒の像が飾られている。
忍者ハットリくん巨大壁画
2009年（平成21年）より、氷見漁港の製氷施設に「ハットリくんとその仲間たちに会える街 氷見」のキャッチコピーを冠した壁画を公開している。2022年（令和4年）12月に「まんがロード」伊勢大町 - 本町区間整備と合わせてデザインがリニューアルされた
氷見市漁業文化交流センター（ひみの海探検館）
センター自体は「まんがワールド」の構成施設ではないが、近接する公園にハットリくんや旧「氷見フィッシャーマンズワーフ海鮮館」のマスコットとして作成された「ひみぼうずくん」を象ったすべり台などの遊具がある。
また、道路を挟んで向かいにある交流施設「ブリンス館」は「サカナ紳士録」のキャラクターから命名された。
道の駅氷見（ひみ番屋街）
道の駅自体は「まんがワールド」の構成施設ではないが、足湯の近くにひみぼうずくんの像が設置されている。

### 今後の構想
「まんがロード」は2023年（令和5年）3月の「黒ベエのシャドウ・サプライズ」設置により全区間の整備を完了したが、2018年（平成30年）には旧富山県立有磯高校の校舎を再利用した現在地に移転するまで市役所が立地していた光禅寺前駐車場に屋外展示型の「まんが広場」を整備する計画が発表されている。

## まんがワールドまつり
2008年（平成20年）8月にJR氷見駅で「忍者ハットリくん ニンニン元気まつりin氷見」が行われ、ハットリくんが一日駅長に任命された。その後、2011年（平成23年）から毎年5月5日（ハットリくんの誕生日）に市内各所で「まんがワールドまつり」の名称でイベントが定期開催されるようになり現在に至っている。同年10月1日には「潮風フェスタ2011」、2012年（平成24年）から2015年（平成27年）にかけては「まんがロードフェスタ」の名称で秋にもイベントを開催していたが、2016年（平成28年）以降は5月の「まんがワールドまつり」に一本化された。
2020年（令和2年）と2021年（令和3年）の「まんがワールドまつり」は新型コロナウイルスの影響で中止となったが、2022年（令和4年）には氷見市の市制70周年記念事業として3年ぶりに開催され、前月に逝去した藤子Ⓐを偲んで多くの市民や観光客が参加した。